# Nambiyur
Nambiyur è una suddivisione dell'India, classificata come town panchayat, di 15.651 abitanti, situata nel distretto di Erode, nello stato federato del Tamil Nadu. In base al numero di abitanti la città rientra nella classe IV (da 10.000 a 19.999 persone).

## Geografia fisica
La città è situata a 11° 22' 0 N e 77° 19' 60 E e ha un'altitudine di 300 m s.l.m..

## Società

### Evoluzione demografica
Al censimento del 2001 la popolazione di Nambiyur assommava a 15.651 persone, delle quali 7.761 maschi e 7.890 femmine. I bambini di età inferiore o uguale ai sei anni assommavano a 1.433, dei quali 747 maschi e 686 femmine. Infine, coloro che erano in grado di saper almeno leggere e scrivere erano 9.120, dei quali 5.174 maschi e 3.946 femmine.